# Гидроаэромеханика
Гидроаэромеханика — обширный раздел механики, который занимается изучением процессов движения жидких и газообразных сред, состояний и условий равновесия в них, а также особенностей их взаимодействия между собой и с твёрдыми телами.
В настоящее время термин вытесняется другим — механика жидкости и газа.

## Предмет
Включает в себя как разделы гидростатику, гидродинамику, аэростатику, аэродинамику, газовую динамику, использует законы термодинамики и многих других разделов физики (магнитная гидродинамика и т. п.) и химии (физико-химическая газодинамика, кинетические процессы в газах и т. п.). На разных этапах исторического развития название и содержание науки менялись: она разделялась на части в самостоятельные направления, а также менялись её цели и задачи. Современная гидроаэромеханика базируется на достижениях гидромеханики, развитие которой шло двумя различными путями: теоретическим (теоретическая гидромеханика, что по своему содержанию и методами исследования являются составной частью теоретической механики) и экспериментальным (гидравлика — древняя наука о течении воды). Гидроаэромеханика в свою очередь дала начало самостоятельным дисциплинам таким как «теплообмен», «аэродинамика», «техническая гидромеханика» и др.
Главной задачей гидроаэромеханики как науки является установление законов распределения скоростей и давлений во время движения жидкости, а также изучение взаимодействия между жидкостью и твердыми телами, расположенными в ней.
Гидрогазомеханика — это неотъемлемая часть комплекса технических наук, необходимых для подготовки современного инженера. Практически все отрасли народного хозяйства включают вопросы теоретической гидромеханики, эксплуатации гидрооборудования и технологий в процессах которых участвуют жидкости и газы. Гидроаэромеханика занимает одно из ведущих мест при подготовке инженеров, работающих в атомной энергетике, авиации, судостроении, промышленной теплоэнергетике, гидроэнергетике, строительстве гидросооружений и др.
В рамках гидроаэромеханики также изучается прохождение флюидов через твёрдый пласт с порами (фильтрация). Флюидом может выступать как газ так и жидкость (ньютоновская либо не ньютоновская). Основной закон этой обрасти науки — закон Дарси.

## История
Возникновение гидроаэромеханики связывают с решением ещё в доисторическую эпоху прикладных хозяйственных и других жизненно важных задач — создание первых гидротехнических сооружений (водяных колодцев, оросительных и транспортных каналов, искусственных водоёмов, плотин, водяных мельниц) и плавающих транспортных средств (плотов, лодок, кораблей) и средств их перемещения и управления (вёсел, рулей, парусов), орудий охоты и воинского снаряжения.
Первым крупным учёным-гидромехаником считается Архимед, сформулировавшим законы гидростатики («закон Архимеда»).
Создание научных основ аэромеханики приписывают Леонардо да Винчи, ему, в частности, принадлежит введение двух составляющих силы, действующей на движущееся в воздухе тело: силу сопротивления и подъёмную силу.
В 1663 году Блез Паскаль опубликовал сформулированный им закон изменения статического давления в жидкостях и газах. Галилей, изучая движение тел в среде, установил линейную зависимость силы сопротивления среды от скорости. Зависимость была уточнена Христианом Гюйгенсом, согласно ему она имеет квадратичную форму. Причину возникновения силы сопротивления предложил Исаак Ньютон, по его мнению ей были удары частиц воздуха о лобовую часть тела.
Трудами Леонарда Эйлера была создана теория гидростатической устойчивости плавающего тела. В 1738 году Д. Бернулли был введён в употребление сам термин «гидродинамика».
Дальнейший этап развития гидромеханики, объединивший конец XVIII и начало XIX веков, характеризуется математической разработкой гидродинамики идеальной жидкости. В этот период вышли труды математиков Лагранжа (1736—1813), Коши (1789—1857), посвященные потенциальным потокам, теории волн и др. Основы теории вязкой жидкости были заложены Навье (1785—1836) и Стоксом (1819—1903). В 1881 г. профессор Казанского университета И. С. Громеко (1851—1889) дал новую форму уравнений движения жидкости, удобную для получения энергетических зависимостей. Им же были впервые проведены исследования нестационарного движения жидкости в капиллярах. И. Пулюй (1845—1918) в 1876 г.. защитил докторскую диссертацию «Зависимость внутреннего трения газов от температуры», в которой он опубликовал результаты исследований температурной зависимости вязкости газов.
Английский физик О.Рейнольдс (1842—1912) в своих опытах установил закон подобия потоков в трубах и ввёл критерий подобия, называемый числом Рейнольдса. Его работы положили начало исследованиям явления турбулентности в потоках жидкостей и газов. Целую эпоху составляют исследования по воздухоплаванию, включающий разработку теории полета самолёта и ракеты. Результаты этих и других исследований были изложены в трудах ученых Д. И. Менделеева (1834—1907), М. Е. Жуковского (1849—1912), С. Д. Чаплыгина (1869—1942). Разработанная теория крыла и воздушного винта М. Е. Жуковским имела значение не только для авиации, но и для современного турбомашиностроения. Жуковский М. Е., как Эйфель (1832—1923) во Франции и Прандтль (1875—1950) в Германии был создателем экспериментальной аэромеханики. Он создал известный во всем мире аэрогидродинамический институт ЦАГИ. Важные исследования в дальнейшем выполнили М. Е. Кочин, А. И. Некрасов, М. В. Келдыш, М. А. Лаврентьев, Л. И. Седов. Большой вклад в теорию реактивного движения сделали Циолковский (1857—1935), И. В. Мещерский (1859—1935), А. А. Фридман (1888—1925).
В силу преимущественного исследования задач течения и состояния жидкости гидроаэромеханика фигурировала в научных работах под термином «гидромеханика», включавшую в себя исследование отдельных задач расчёта равновесия и движения сжимаемых сред. Однако в XX веке наука о движении газов и сжимаемых жидкостей выделилась в отдельную отрасль гидроаэромеханики, которая стала называться газовой динамикой.
В 1960-е годы Л. И. Седовым был подготовлен, прочитан в виде курса лекций и издан, первоначально на ротапринте (1966—1968), а в 1970 году отдельным изданием курс «Механика сплошной среды», объединивший на общей основе термодинамику, теорию электромагнетизма, гидродинамику, газовую динамику, теорию упругости, теорию пластичности, теорию ползучести и многие другие разделы физики и механики. По мнению автора, такое изучение учащимися предмета полезно не столько с точки зрения уже известных приложений, сколько с точки зрения перспективных проблем, которые станут предметом исследований и приложений в будущем.

## Связь с механикой сплошных сред
Механика жидкостей и газов является составной частью механики сплошных сред как показано в таблице ниже
| Механика сплошных сред : изучение поведения сплошных сред | Механика деформируемого твердого тела : изучение поведения твердых тел в условиях нагрузок.                                                  | Теория упругости : описывает материалы, которые восстанавливают свою форму после прекращения силового воздействия на них.                                                                                     | Теория упругости : описывает материалы, которые восстанавливают свою форму после прекращения силового воздействия на них. | Теория упругости : описывает материалы, которые восстанавливают свою форму после прекращения силового воздействия на них. |
| Механика сплошных сред : изучение поведения сплошных сред | Механика деформируемого твердого тела : изучение поведения твердых тел в условиях нагрузок.                                                  | Механика разрушения : описывает закономерности зарождения и развития неоднородностей и дефектов структуры материала типа трещин, дислокаций, пор, включений и т. п. при статических и динамических нагрузках. | | |
| Механика сплошных сред : изучение поведения сплошных сред | Механика деформируемого твердого тела : изучение поведения твердых тел в условиях нагрузок.                                                  | Теория пластичности : описывает материалы (тела) приобретаемых необратимой деформации после приложения к ним силовых воздействий.                                                                             | Реология : исследование материалов, характеризующихся одновременно свойствами твердых тел и жидкостей.                    | |
| Механика сплошных сред : изучение поведения сплошных сред | Механика жидкостей и газов: исследование поведения сплошных сред (жидкостей и газов), что приобретают форму сосуда, в которой они находятся. | неньютоновские жидкости | Реология : исследование материалов, характеризующихся одновременно свойствами твердых тел и жидкостей.                    | |
| Механика сплошных сред : изучение поведения сплошных сред | Механика жидкостей и газов: исследование поведения сплошных сред (жидкостей и газов), что приобретают форму сосуда, в которой они находятся. | ньютоновские жидкости | | |

Объектом изучения гидроаэромеханики является жидкость. Под жидкостью в гидрогазодинамике понимают капельные жидкости, которые считают несжимаемыми, а также газы, если скорость движения значительно меньше скорости звука в них.

## Математический аппарат
Математическим аппаратом для исследования задач гидроаэромеханики служат дифференциальные уравнения в частных производных. Первой полной математической моделью гидродинамики стала система уравнений движения идеальной невязкой жидкости, выведенная Эйлером в 1755.

### Основные допущения
Как в любой математической модели реального мира в гидроаэромеханике делают некоторые предположения о свойствах изучаемой среды. Эти предположения превращаются в уравнения, которые всегда должны выполняться. Например, рассмотрим несжимаемую жидкость в трех измерениях. Предположение, что масса сохраняется означает, что для любой фиксированной замкнутой поверхности (например, сфера) скорость массового потока извне во внутрь должна быть такой же, как скорость массового потока в обратном направлении. (Кроме того, масса внутри остается неизменной, так же как и масса снаружи).
Механика жидкости предусматривает, что все жидкости подчиняется следующим законам и гипотезам:
- закона сохранения массы ;
- закона сохранения энергии ;
- закона сохранения импульса ;
- гипотезе о целостность среды.

Согласно гипотезе о целостность среды, реальные дискретные объекты заменяются упрощенными моделями, которые описываются как материальный континуум, то есть материальная среда, масса которой распределена по объёму неразрывно. Такая идеализация упрощает реальную дискретную систему и позволяет использовать для её описания хорошо развит математический аппарат исчисления бесконечно малых величин и теорию непрерывных функций.
Параметры, характеризующие термодинамическое состояние, покоя или движение среды, считаются при этом непрерывными переменными по всему объёму, занятому средой. Кроме того, часто бывает полезно (для дозвуковых скоростей) считать жидкость несжимаемой, когда плотность жидкости не меняется. Жидкости часто могут быть смоделированы как несжимаемые жидкости, ы то время как о газах этого сказать нельзя.
В гидроаэромеханике встречается ряд задач, когда можно пренебречь вязкостью. Предпорагая, что касательные напряжения отсутствуют так, как это наблюдается в жидкости, находящейся в состоянии покоя. Газы часто можно считать невязкими. Если жидкость вязкая, и её поток, содержится в некотором русле (например, в трубе), то поток на стенке должен иметь нулевую скорость. Это явление называется прилипанием. Для пористых сред, на границе сосуда, скорость не является нулевой.
Описанная выше гипотетическая жидкость с перечисленными свойствами, а именно:
- абсолютно неизменного объёма;
- отсутствием вязкости называется идеальной жидкостью.

Такая жидкость это предельно абстрактная модель и лишь приближенно отражает объективно существующие свойства реальных жидкостей. Эта модель позволяет с достаточной точностью решать много важных вопросов гидрогазодинамики и способствует упрощению сложных задач.

### Модели жидкостей
Свойство жидкости или газа сопротивляться приложенным усилиям сдвига называют вязкостью.
Вязкость жидкостей — это результат взаимодействия межмолекулярных силовых полей, препятствующих относительному движению двух слоёв жидкости. Так что для перемещения слоя друг относительно друга надо преодолеть их взаимное притяжение, причем чем оно больше, тем больше нужна сила сдвига. Таким образом, внутреннее трение в жидкости, в отличие от газов, обусловлено не обменом молекул, а их взаимным притяжением. Доказательством этого является то, что с увеличением температуры, как известно, обмен молекул возрастает и трение в газах растет, а в жидкостях спадает.
Первым вязкость изучал Ньютон. Закон вязкого трения Ньютона записывается выражением
{\displaystyle \tau =\mu {\frac {dv}{dy}}}
где {\displaystyle \tau } — касательное напряжение сдвига, возникающее между двумя параллельными слоями, которые лежат в направлении потока,
{\displaystyle {\frac {dv}{dy}}} — градиент скорости, то есть изменение скорости на единицу длины в перпендикулярном к потоку направлении (скорость сдвига), {\displaystyle \mu } — коэффициент пропорциональности, который является физическим параметром и называется «динамическая вязкость».
Ньютоновская жидкость — модель жидкости, вязкие свойства которой описываются законом вязкого трения Ньютона. В общем случае, в декартовой системе координат для ньютоновской жидкости имеет место линейная зависимость между тензорами напряжений и скоростями деформаций.
В противном случае жидкость называется неньютоновской.

## Уравнения Навье-Стокса
Уравнения Навье-Стокса (названные в честь Навье и Стокс) — это система уравнений в форме уравнений непрерывности, описывающих основные законы сохранения массы и энергии для движущейся жидкости. Согласно этим уравнениям изменение энергии частицы жидкости определяется только внешним давлением и внутренними силами вязкости в жидкости.
Общая форма уравнений Навье-Стокса для сохранении энергии:
{\displaystyle \rho {\frac {D\mathbf {v} }{Dt}}=\nabla \cdot \mathbb {P} +\rho \mathbf {f} }
где {\displaystyle \rho \ } — плотность жидкости;
- {\displaystyle {\frac {D}{Dt}}} — оператор Стокса, который также называется субстанциональной производной;
- {\displaystyle \mathbf {v} } — вектор скорости;
- {\displaystyle \mathbf {f} } — вектор ускорения жидкости (массовые силы);
- {\displaystyle \mathbb {P} } — тензор внутренних напряжений в частице жидкости.

В общем, (в декартовых координатах) {\displaystyle \mathbb {P} } имеет вид:
{\displaystyle \mathbb {P} ={\begin{pmatrix}\sigma _{xx}&\tau _{xy}&\tau _{xz}\\\tau _{yx}&\sigma _{yy}&\tau _{yz}\\\tau _{zx}&\tau _{zy}&\sigma _{zz}\end{pmatrix}}}
- {\displaystyle \sigma \ } — нормальные напряжения,
- {\displaystyle \tau \ } — касательные напряжения.

Общего решения уравнений Навье-Стокса в объёме пока нет. В анализе решений уравнений заключается суть одной из семи открытых задач, за решение которых Математический институт Клэя назначил премию в 1 млн долларов США. Однако существуют некоторые частные решения для отдельных случаев, для которых могут быть заданы предельные и начальные условия. Начальными условиями задается распределение скоростей в области движения в заданный момент времени. Граничными условиями могут быть давление и скорость на границах потока. Например, у стенки скорость часто равна нулю, а давление на свободной поверхности потока соответствует атмосферному.
Для безвихревых потоков {\displaystyle \mathbb {P} } представляет собой симметричный тензор. Тогда три уравнения, по одному для каждого измерения, не являются достаточными для решения задачи. Однако, добавив, запись закона сохранения массы и соответствующих граничных условий эту систему уравнений можно решить.